# Resist
『Resist』（レジスト）は、日本のヴィジュアル系ロックバンド・Janne Da Arcが1998年12月5日に発売したインディーズ2枚目のミニアルバムである。

## 内容
前作『Dearly』から約8ヶ月ぶりのミニアルバム。
後に1stアルバム『D・N・A』と共に再発売された。

## 収録曲
1. ICE [4:54]
  - 作詞・作曲：YASU
編曲：YASU、Janne Da Arc
  - 「ゴースト ニューヨークの幻」にインスパイアを受けて制作された。
2. Resistance [5:10]
  - 作詞：YASU
作曲：KIYO
編曲：KIYO、Janne Da Arc
  - 今作の表題曲。
3. Misty Land [4:40]
  - 作詞：YASU
作曲：YOU
編曲：YOU、Janne Da Arc
4. Hunting [5:17]
  - 作詞・作曲：YASU
編曲：YASU、Janne Da Arc
  - アンコールでよく演奏されている曲。とある会場では、ライブ中にyasu以外のメンバーがドッキリとしてこの曲を演奏した事もある。
5. Lady [5:15]
  - 作詞・作曲：YASU
編曲：YASU、Janne Da Arc
6. Stare [4:23]
  - 作詞：YASU
作曲：KA-YU
編曲：KIYO、Janne Da Arc
  - 様々なライブで最後に歌われる事が多かった楽曲。後に続編として「NEO VENUS」が制作され、歌詞の一節が使われている。

## 参加ミュージシャン
Janne Da Arc
- YASU：Vocal
- YOU：Guitar
- KA-YU：Bass
- KIYO：Keyboard
- SHUJI：Drum

Additional Musician
- MIZUKI：Voice (#2)